# Cambridge Castle
Cambridge Castle är ett slott i Storbritannien.   Det ligger i grevskapet Cambridgeshire och riksdelen England, i den sydöstra delen av landet, 80 km norr om huvudstaden London. Cambridge Castle ligger 18 meter över havet.
Terrängen runt Cambridge Castle är platt. Runt Cambridge Castle är det ganska tätbefolkat, med 160 invånare per kvadratkilometer. Närmaste större samhälle är Cambridge, 1,3 km söder om Cambridge Castle. Trakten runt Cambridge Castle består till största delen av jordbruksmark.